# Distrito de Sucre (Celendín)
El distrito de Sucre es un distrito (municipio) de la provincia de Celendín, ubicada en el departamento de Cajamarca, Perú. Según el censo de 2017, tiene una población de 5055 habitantes.

## Historia
Sucre ha estado habitado, desde hace aproximadamente 600 años a.c.. Pertenecía al dominio territorial del gran imperio Wari cuando, después de ser vencidos en encarnizadas luchas internas, fueron diseminados a lo largo y ancho del Perú.
Los primeros colonos trajeron a la región su cultura, testimoniada en los restos arqueológicos encontrados. A ellos les siguieron la cultura de los choctas, cuya sede estuvo en Celendín y abarcó la Chocta en Oxamarca (hermosa construcción de piedra levantada en el cerro del mismo nombre).
Con la conquista por los españoles y la introducción del cristianismo al Perú, las tierras de Celendín pasaron a ser propiedad de la orden religiosa de los jesuitas. El paraje de Sucre fue bautizado con el nombre de hacienda de San Isidro, el santo patrón del distrito, cuya festividad se celebra el 15 de mayo, y su administración fue confiada al jesuita párroco Isidro de Segovia. Luego de la persecución implacable de los jesuitas por orden de Carlos III, expulsados estos de América, la propiedad fue vendida a un aborigen acaudalado, Rodrigo de Caruacushma, último cacique y gobernador de esa comarca. A la muerte del cacique entran en posesión de sus hijas, quienes dividen la hacienda en estancias: Huauco, Huacapampa y Lucmapampa.
Por ley del 24 de noviembre de 1898, Huauco adquiere la categoría de villa. La ley del 2 de enero de 1856 considera al pueblo en el cuadro de los que tienen municipalidad y por la ley 9198, del 15 de noviembre de 1940, promulgada por el presidente Manuel Prado Ugarteche, es elevada a la categoría de ciudad, cambiando su nombre por el de Sucre. Esta iniciativa fue presentada ante el Congreso por el diputado huauqueño Clodomiro Chávez. Sin duda para el cambio de nombre influyeron en el diputado los valores y la fuerza moral del gran soldado don Antonio José de Sucre, lugarteniente del Libertador don Simón Bolívar.
El distrito fue creado mediante Ley s/n del 2 de enero de 1857. 
La capital de este distrito es el pueblo de Sucre

## Ubicación
Sucre se halla situado en la parte norte del país; en el departamento de Cajamarca, al sureste de la provincia de Celendín y a 2662 m s. n. m.; longitud occidental 78° -9’ latitud sur 7°-9’ en la pendiente oriental de los Andes.

## Superficie
La superficie de Sucre es de 173.32 km² (fuente I.N.E.I.). El pueblo comprende una extensa campiña debidamente delineada: La Pampa del Común de propiedad del concejo, La Guailla, la Pampa del Prodigio, la Pampa del Consuelo y el Totoral o Pampa Grande. Parcelas dedicadas a la crianza de animales y que en poca escala la dedican a la siembra.
Tres cerros cuidan el pueblo: El Huishquimuna, en cuya cima ha sido colocada una cruz de 15 metros de altura aproximadamente; el Lanchepata, testigo que guarda las fechorías de los montoneros y es el lecho de la carretera Loma del Indio; el Huashaj, cerro un tanto distante y es visto por los lugareños como oráculo de las lluvias o el mal tiempo. Estos cerros son de regular altura, poco aptos para la agricultura por la presencia de piedras y erosiones que los inhabilitan. Los pastos que los cubren, crecidos en épocas de lluvia, son aprovechados por el ganado.
La Acequia Madre y el río la Quintilla que nace del Ojo de la Quintilla, circundan el pueblo y facilitan su regadío.

## Límites
La demarcación y límites de este importante distrito por ley 4860 son: Por el norte; camino de herradura que viene de Cajamarca (Cumullca) hasta el punto denominado Loma del Indio; de este punto una línea que pasa por la fila de los cerros Curiquingue y Lanchepata hasta la tranca de Lucmapata (Jorge Chávez) hasta el Poroporillo; por este costado, una línea divisoria que pasa por las comunidades de José Gálvez y Sucre hasta la tranca del Cumbe. Por el sur el río Cantanje hasta sus orígenes en Pachachaca. Por el este una línea que pariendo de la tranca de Sumbat pasa por el primer tragadero de la laguna del Huauco situada al pie de Jorge Chávez, la cima del cerro Huaytorco, y de este punto en línea recta, con dirección sur, hasta el río Cantanje. Por el oeste la cordillera Mishacocha y Cumullca.
Estos son los límites que nos legaron nuestros antepasados, sin haber recortado una cuarta de terreno; los límites hoy son más específicos: por el norte, con el distrito de José Gálvez; por el sur con el distrito de Oxamarca, por el oeste con la Encañada y por el este con Jorge Chávez.

## Población
Según el censo de 1993, la población total es de 15 100 habitantes; conformada en su mayoría en los grupos más jóvenes de menos de 25 años; seguido por otro grupo de menos de 15 años. La población rural es de 9 800 habitantes.

## Atractivos Turísticos
Museo Huauco: Presenta una colección de fósiles, así como bienes culturales arqueológicos de cerámica y líticos. Asimismo, en el museo
se pueden apreciar bienes etnográficos de la región. Lunes a viernes de 8:30 a. m. a 2:30 p. m.. Jr Simón Bolívar 211.

## Autoridades

### Municipales
Alcalde: SANTOS ARTURO ALVA ROJAS, de (Acción Popular) .
- - Regidores:

  1. DELIA YORIDHE GUEVARA ALIAGA(Acción Popular .)
  2. JOSE ANTONIO GALLARDO VELASQUEZ (Acción Popular)
  3. KELLY VALERIA ANDUAGA URBINA (Acción Popular)
  4. WILSER ALBERTO MARIN LLAMOGA (Acción Popular)
  5. ANA MARIA ZELADA RODRIGUEZ (Acción Popular)
- 2019-2022
  - Alcalde: David Torres Abanto del Partido Político (Alianza para el Progreso)
- 2015-2018
  - Alcalde: Wilson Aníbal Zavaleta Pérez, del Partido político Acción Popular (AP).
- 2011-2014
  - Alcalde: Fernando Agapito Chávez Collantes, del Movimiento Regional Fuerza Social Cajamarca (FS).
  - Regidores: Jaime Hildejar Velásquez Zegarra (FS), Eddin Salazar Cerdán (FS), Maribel Acosta Díaz (FS), Marita Marilit Salazar Marín (FS), Elvis Jesús Rojas Aliaga (AP).
- 2007-2010
  - Alcalde: Gerardo Rómulo Machuca Aguilar.

## Clima
El clima sucrense está dominado por los efectos moderados de los Andes. En la ciudad, es templado; frío en las jalcas y cálido en las partes bajas conocidas con el nombre de temple o criollo. Los meses más fríos son los de noviembre, diciembre, enero, marzo y abril, cayendo en los tres últimos fuertes lluvias. Los meses de mayo, junio, julio, agosto, septiembre y octubre son soleados presentando fuertes correntadas de viento en el mes de agosto.

## Flora
La flora en Sucre es menor pero variada, hasta la década del 70 contaba con bosques de eucaliptos, ausentes hoy por la acción depredadora del hombre en su afán de hacer dinero. También existen los sauces, siendo predominante el llamado sauce llorón; el sauce canasta, que le daba un atractivo más interesante al paisaje, lamentablemente murió atacado por un hongo no combatido en su momento. Conforman además la flora las plantas menores como: pastos naturales, pencas, hierbas santas, berros, agashules, cashengos (hierba para los cuyes), zarzamoras cuyas hojas machucadas sirven de efectiva medicina para curar las escaldaduras de los bebes; las chrancuas planta aromática con cuyas hojas se prepara el verde, un apetitoso plato huauqueño. En las laderas de los cerros se producen plantones de lanche, de fruto muy agradable; la chupanilla de dulce néctar; la chilca utilizada para barrer el horno y cocer el pan y que según dicen da cielo y suelo al horno. Existen las plantas medicinales como el culén muy usado para curar la disentería y males estomacales, el romero que cura los males del aire; la canchalaua calmante de cólicos; el orégano de la ladera; el pie de perro, usado contra el dolor de los riñones; la landacushma utilizada como agua oxigenada para lavar heridas; el chinchimal un antigripal muy efectivo; la achicoria; la hierba mora empleada como parche para el dolor de cabeza. Entre otras plantas tenemos el nogal, árbol de apreciada madera cuyas hojas sirven para fijar el tinte en el teñido de los telares para confeccionar los ponchos, los fondos y las licclias. El míomío fruto utilizado para preparar pintura y también, por un tiempo, para la escritura de los escolares. Para la combustión o leña se utiliza el lloctarape, el lloque y las sarapancas (tallos secos de maíz).

## Fauna
Pocas son las especies silvestres que se reproducen en el lugar. Existen, por ejemplo, aves acuáticas cuyo hábitat es el totoral y otros lugares cienegazos: la pauculla, ave corredora muy elegante; el pato silvestre; la garza blanca. En la parte alta se encuentran: el huicuco, ave plomiza muy nerviosa que emite un canto muy característico que según dicen dio origen al nombre de Huauco; también está la perdiz de carne muy agradable; la vizcacha; el conejo silvestre; el pájaro carpintero.
Entre los cuadrúpedos podemos mencionar al venado, hermoso animal de pelambre lisa, lamentablemente como otros animales en vías de extinción por la caza indiscriminada de cazadores furtivos.

## Lugares de interés
- Plaza Mayor.

A diferencia de otros pueblos la Plaza Mayor de Sucre no ocupa el centro de la ciudad, sus antepasados la construyeron a un costado del pueblo, al pie del cerro Huishquimuna que se levanta imponente dándole su sombra protectora.
Los encargados de elaborar el plano del pueblo decidieron ese lugar accidentado para levantar la Plaza Mayor, debido a la amenaza constante de la antigua laguna Huaucococha y por lo cienegoso del terreno existente aguas abajo.
Circundan a la plaza; el Palacio municipal, el Templo principal, la casa cural o convento. Las casas vecinas, que también forman el perímetro de la plaza, tienen una particularidad común, son construcciones de dos plantas con balcones unipersonales de madera, y ocupan 54 M² de área, esto debido a que el terreno presenta desniveles de hasta 3M aproximadamente; estos desniveles se ven en las calles Samuel O Haya y Jorge Chávez, lo que demuestra la forma inclinada que tiene la plaza de Armas.
Originalmente, en este lugar, se realizaban las corridas de toros en honor a San Isidro Labrador en las que el pueblo, gran aficionado taurino, copaba las partes altas de los alrededores y los más pudientes y autoridades lo hacían desde los balcones. Allí torearon: el diestro Santos Bazán en 1904 y la cuadrilla de Juan Viscaine unido en 1912.
En 1927 el concejo presidido por don Félix de V. Sánchez a iniciativa del regidor don Quintiliano Horna se dio inicio a mejorar el ornato, sembrando flores y delineando jardines que adornaron la plaza de Armas.
En noviembre del mismo año, después de dos intentos fallidos, el maestro Francisco Sánchez, construyó gratuitamente una pileta ornamental, desgraciadamente destruida al poco tiempo y sus piezas se encuentran diseminadas en el pueblo.
En 1951, fue pavimentada, se colocaron bancas de granito y de fierro con asiento y respaldar de madera y también se colocaron faroles para focos de luz eléctrica.
En la década del 80 se pavimentaron sus 4 calles y durante el gobierno de Julio Horna se mejoró el alumbrado eléctrico instalándose postes de luz.
Conviene, hacer aquí mención a nombre antiguo de las calles vecinas a la plaza: calle Del Rosario, con este nombre se conoció a la calle de la Municipalidad que posteriormente se llamó Próspero y ahora Nazario Chávez; calle Del Purgatorio, hoy Samuel O. Haya; la hoy calle Jorge Chávez tuvo el nombre de calle Del Panteón; la calle situada frente al Templo fue bautizada como calle de Pie del Cerro; la que está ubicada en la parte posterior del templo fue conocida como calle Guadalupe y la que ahora es la calle Piura se llamó calle del Mirador.
Actualmente ha sido reconstruida con Mármol de la zona, y con una alegoría en bronce a las tejedoras de sombrero de la localidad.
Además se ha construido escalinatas y un mirador en el Jr. Nazario Chávez Aliaga, con dirección a la acequia madre..
- Zoocriadero Recreacional El Común.
- Fundo Municipal El Sauco.
- Cascada El Velo de La Novia.
- Cueva el Idulo.
- Fundo - Ecolodge Surulaja de Santiago Galarreta.

## Literatura
Sucre en el campo intelectual ha producido de manera pródiga hombres talentosos, creadores fecundos en la literatura, la ciencia, el arte, Etc. No hay disciplina creadora donde los huauqueños de ayer no hayan practicado, tal vez de manera larvaria, pero auténticamente concebida. Como se dice su inteligencia viene de nacimiento.
- Nazario Chávez Aliaga es, que duda cabe, el escritor prolífico de fina pluma que representa a la cultura de Sucre, huauqueño de fuste y de nervio poético ligado a la tierra, con el propósito de denuncia y testimonio.

Fueron Nazario Chávez y Clodomiro Chávez Mariñas los hombres que por un tiempo condujeron la opinión política del pueblo, cada cual, con una concepción ideológica diferente y hasta encontradas, mientras Nazario fue políticamente populista, el Dr. Clodomiro resultó un lúcido conservador.
Entre su vasta producción literaria que comprende prosa y verso, ensayos y monografías, su obra monumental la constituye Cajamarca, repartida en 5 tomos de gran formato, esta obra se ganó el elogio de conocidos escritores. El cajamarquino Mariano Ibérico escritor, político y jurista ha dicho del autor de tan portentosa obra: “enriquece nuestra bibliografía con una obra de aliento sobre el tema peruano, hace conocer en forma documentada y atrayente una importantísima región del Perú, sino ignorada, insuficientemente conocida y muchas veces inexplicablemente olvidada”.
- Valentín Horna Chávez, es otro poeta autodidacta, al igual que Nazario, más conocido como “Taita Dios”, que ha dado el pueblo de Sucre; es autor de poemas muy tiernos inspirados en las costumbres y actividades del pueblo. Sus padres fueron don José Horna y doña Márcola Chávez. Sus versos más conocidos y cantados son aquellos que se refieren a la corrida de toros: “Ya sale mi toro / con planchas de oro / al que lo pesca lo vuelve pepitas de poroporo”. El poeta se preocupó por su auto cultivación y por la educación de los niños habitantes de la zona rural, la comprobación de esto está en que gestionó con éxito la creación de la escuela rural en el caserío de Santa Rosa entre otras acciones en el campo educativo.

También es recordado el poeta-agricultor por su repentina irrupción en el estrado en 1940 cuando el pueblo celebraba con desembozada alegría el cambio de nombre de Huauco a Sucre.
- Igualmente merecen ser mencionados como cultores innatos de esta tierra fecunda: la poetisa Clementina Zelada conocida como “Monja Zelada” que representa a la mujer sucrense.

Los profesores Clemente Virgilio Díaz y Alfredo Rocha fueron maestros que supieron transmitir como arte el apostolado de su profesión, formando discípulos.
- En el campo del periodismo nos representaron doña Simodosea Horna, directora de la primera revista sucreña “La Aurora”, órgano del Centro Progresista Sucre, al cual pertenecía doña Simodosea desde su creación.
- Felipe Neri Zegarra, intelectual con amplios conocimientos, muy ligado al servicio social, fundó, en Celendín, en el año de 1963, el periódico El Lucero de la Quintilla.

Ligados también a esta actividad estuvieron don Nazario Chávez fundador, en la ciudad de Cajamarca del periódico El Perú. Un diario muy influyente en la sociedad cajamarquina y don Alcibíades Horna formado en los talleres de este diario.
- Los intelectuales de hoy, representantes de la cultura sucrense son: Antenor Aliaga Zegarra, autor de varios títulos como Sucre Tradicional, Escribo lo que pienso, etc. Son, entre otras, sus obras con sabor a la tierra.
- Bonifacio Mariñas Casahuamán, poeta autor de sentidos poemas amorosos, escribe bajo el seudónimo de BOMACA.
- Gutemberg Aliaga Zegarra, cuentista ganador de varios premios otorgados por instituciones cajamarquinas.
- Tito Zegarra Marín, destacado profesional, muy preocupado por el destino de Sucre, exprofesor universitario (UNC). Autor de varios ensayos como Sucre, El Saúco, etc.
- Máximo Sánchez Chávez, SACHAMA, poeta de estilo muy interesante, cuyas obras están inspiradas en los recuerdos y vivencias transcurridas en su tierra como Ñañas, Llareando el pasado, etc.
- José Luis Aliaga Pereyra, narrador de cuento corto, en sus relatos narra con acierto y profundidad temas relacionados con la realidad de su tierra, de igual modo nos pinta hechos y sucesos de su entorno, entre sus cuentos destacan: El Milagroso Taita Ishico, El General no se hace laberinto, la Casa Sola, La pedrada del condenau, Leoncio, entre otros. La municipalidad de Luya le concedió un Diploma de Honor y medalla de oro por participar en un concurso literario. Sus cuentos los firma con el seudónimo de palujo14.
- Elías Mariñas Aliaga, joven valor de la pintura, su vasta obra está referida al paisaje de Sucre.

Premio literario Huauco
Se realiza de manera anual en las disciplinas de poesía y cuento.

## Música
En este arte de debe mencionar a Mardonio Sánchez Sánchez, músico que por más de una vez actuó en la Sinfónica Nacional, tocando el clarinete.
Juan Carlos Aliaga Rojas(Gilguerito de la Quintilla)alumno de la E.S.F.A.P Mario Urteaga Alvarado muy joven aún, triunfando en los escenarios nacionales, representando a nuestro folklore cajamarquino a nivel nacional.

## Deportes
Muchos fueron los sucrenses que sobresalieron en esta disciplina, integrando equipos de gran rendimiento futbolístico, como es el antiguo RAMBLER, fundado por don Hildebrando Zegarra, que fue un gran semillero de futbolistas.
Podemos mencionar a Juan Sánchez exintegrante del UTC, Leoncio Rojas Mori, integrante del Agronomía, ambos clubes representativos de Cajamarca.

## Festividades
- San Isidro Labrador